# Nguyễn Ngọc Trân
Nguyễn Ngọc Trân (sinh ngày 06/01/1940) là đại biểu Quốc hội Việt Nam khóa IX, X và XI. Ông thuộc đoàn đại biểu An Giang.
Ông quê quán ở Cù Lao Giêng, xã Mỹ Hiệp, huyện Chợ Mới, tỉnh An Giang. Trong gần 30 năm nghiên cứu khoa học, ông đã có những công trình tiêu biểu về sông Mê Kông, vùng Đồng bằng sông Cửu Long,... Ông cũng từng là nhà khoa học làm trong Viện Khoa học và Toán học của Pháp. Trong thời gian ở Pháp (1959–1976), ông tốt nghiệp Tiến sĩ cấp ba và Tiến sĩ Quốc gia Khoa học tại Đại học Sorbonne (Paris), là nghiên cứu viên tại Trung tâm Quốc gia Nghiên cứu Khoa học (CNRS), Giáo sư đại học (Poitiers, Pháp). 
Năm 1976, ông cùng gia đình về nước. Từ 1976 đến 1980 ông giảng dạy ở Trường Đại học Tổng hợp Thành phố Hồ Chí Minh. Được công nhận Giáo sư tháng 5 năm 1980. Từ năm 1980 đến năm 1992, là Phó Chủ nhiệm Ủy ban Khoa học và Kỹ thuật Nhà nước. Từ 1983–1990, được Phó Chủ tịch Hội đồng Bộ trưởng, Đại tướng Võ Nguyên Giáp, cử làm Chủ nhiệm chương trình khoa học cấp Nhà nước “Điều tra cơ bản tổng hợp vùng ĐBSCL” (CT 60 - 02, 60 - B)[2]. Ông là thành viên Hội đồng Chính sách Khoa học và Công nghệ Quốc gia, cơ quan tư vấn của Thủ tướng Chính phủ từ năm 1992.
Ông đã có một số góp ý thẳng thắn vào Dự thảo sửa đổi Hiến pháp năm 1992 của Việt Nam, trong giai đoạn xin ý kiến các tầng lớp nhân dân. Một số góp ý tiêu biểu của ông như sau:
- “Quốc hội luôn ở trong tình trạng ‘học việc’, nhưng lại phải quyết định những vấn đề hệ trọng của đất nước ngay trong kỳ họp đầu tiên, trong đó có bầu Chủ tịch QH, Chủ tịch Nước, Thủ tướng Chính phủ, UBTVQH, phê chuẩn các thành viên Chính phủ, Chánh án Tòa án nhân dân tối cao, Viện trưởng Viện Kiểm sát nhân dân tối cao, Tổng Kiếm toán nhà nước, v.v...”.[2]
- “…Đọc hết dự thảo, tôi không rõ cơ quan nhà nước nào kiểm soát QH. Trong khi đó QH, theo dự thảo, có rất nhiều quyền lực, có thể nói là quyền lực nhất, và không có quy định QH bị giải tán như ở hầu hết các nước. Đây là một thiếu sót mà theo tôi cần được bổ khuyết…"[2].

Vợ ông, kỹ sư Phan Thị Hồng, là một trong năm sáng lập viên của Trường Đại học Hoa Sen, ủy viên Ban chấp hành, phó chủ tịch Hội Tin học Thành phố Hồ Chí Minh các nhiệm kỳ I, II và III. 
Con gái lớn của ông, tiến sĩ Nguyễn Hồng Vân, hiện đang công tác tại Pháp. 
Con gái út, tiến sĩ Nguyễn Hồng Phương, nguyên trưởng khoa CNTT trường Đại học Hoa Sen, Ủy viên Ban chấp hành Hội tin học Thành phố Hồ Chí Minh các nhiệm kỳ IV và V, Ủy viên Ban chấp hành Hội liên lạc Người Việt Nam ở nước ngoài, Giám đốc Đào tạo Trường Đại học FPT. Hiện nay chị là Giám đốc Đào tạo Viện Quản trị Kinh doanh FPT tại TPHCM. 

## Học vấn
Ông học Trung học tại Trường Trung học Petrus Ký (nay là Trường THPT Lê Hồng Phong) và trường Trung học Chu Văn An tại Sài Gòn. Ông cũng tốt nghiệp Tú Tài năm 1957.
Thời đại học, ông học hai năm đầu tại trường Đại học Khoa học Sài Gòn. Ông đạt chứng chỉ Toán Đại cương (1958), chứng chỉ Toán Vi Tích phân (1959). Ngoài ra, ông cũng đi du học và hoàn thành Cử nhân Toán tại Đại học Paris Sorbonne (1961).
Sau khi hoàn thành bậc đại học ở Pháp, ông tiếp tục theo học Tiến sĩ cấp ba và bảo vệ luận văn Tiến sĩ cấp ba (1963) tại Đại học Sorbonne (Paris). Ngoài ra ông cũng bảo vệ Luận án Tiến sĩ Quốc gia Khoa học (1970) tại Đại học Paris VI, Pierre - Marie Curie.
Giáo sư II, Tiến sĩ Khoa học Toán cơ

## Hoạt động khoa học, quản lý nhà nước
Tại Pháp: Nghiên cứu viên khoa học tại Trung tâm Quốc gia Nghiên cứu Khoa học (CNRS) (1962 – 1970); Giảng viên và sau đó là Giáo sư tại Đại học Poitiers (1970 – 1976).
Năm 1976, ông cùng gia đình về nước. Từ 1976 đến 1980: giảng dạy ở Trường Đại học Tổng hợp Thành phố Hồ Chí Minh.
1979: Phó Hiệu trưởng Trường Đại học Tổng hợp Thành phố Hồ Chí Minh.
Tháng 5/1980: Ông được công nhận Giáo sư.
Từ tháng 7/1980 đến tháng 9/1992, là Phó Chủ nhiệm Ủy ban Khoa học và Kỹ thuật Nhà nước. Từ 1983 – 1990: Chủ nhiệm chương trình khoa học cấp Nhà nước & Điều tra cơ bản tổng hợp vùng ĐBSCL(CT 60 - 02, 60 - B). [2] (Quyết định của Phó Chủ tịch Hội đồng Bộ trưởng, Đại tướng Võ Nguyên Giáp).
Từ năm 1992 đến 2017: thành viên, sau đó là chuyên gia cao cấp của Hội đồng Chính sách Khoa học và Công nghệ Quốc gia, cơ quan tư vấn về khoa học và công nghệ của Thủ tướng Chính phủ.
Từ năm 1992 – 1996, ông là Trưởng Ban Việt Kiều Trung ương, sau là Chủ nhiệm Ủy ban về người Việt Nam ở nước ngoài, cơ quan thuộc Chính phủ.
1996 – 1997: Phó Chủ tịch chuyên trách Ủy ban Quốc gia tổ chức Hội nghị cấp cao Cộng đồng Pháp ngữ tại Hà Nội.

## Hoạt động đại biểu Quốc hội
Tháng 7/1992 – tháng 7/2007: là đại biểu Quốc Hội các khóa IX, X, XI, tỉnh An Giang.
1997 – 2007: được bầu làm Phó Chủ nhiệm Ủy ban Đối ngoại của Quốc Hội.
1992 – 2007: là Chủ tịch Phân ban Việt Nam trong Liên minh Nghị viện Cộng đồng Pháp ngữ (AIPLF sau là APF).
1997 – 2007; Phân Ban Việt Nam được bầu vào Ban Chấp hành của APF. Ông được bầu Phó Chủ tịch của APF.
Ông là ủy viên Đoàn Chủ tịch Ủy ban Trung ương Mặt trận Tổ Quốc Việt Nam (1977-1994).

## Gia đình
Vợ: kỹ sư CNTT Phan Thị Hồng, là một trong năm sáng lập viên của Trường Đại học Hoa Sen, ủy viên Ban chấp hành, phó chủ tịch Hội Tin học Thành phố Hồ Chí Minh các nhiệm kỳ I, II, III (đã mất).
Con gái lớn của ông, tiến sĩ Hóa Lý (Ecole Centrale Paris) Nguyễn Hồng Vân, hiện đang sống tại Pháp. 
Con gái út, tiến sĩ CNTT (U. Paris Creteil, CNAM) Nguyễn Hồng Phương, nguyên trưởng khoa CNTT trường Đại học Hoa Sen, Ủy viên Ban chấp hành Hội tin học Thành phố Hồ Chí Minh các nhiệm kỳ IV, V, Ủy viên Ban chấp hành Hội liên lạc Người Việt Nam ở nước ngoài, Giám đốc Đào tạo Trường Đại học FPT. Hiện nay chị là Giám đốc Đào tạo Viện Quản trị Kinh doanh FPT tại TPHCM.

## Đóng góp
Đóng góp
Là đồng Chủ tịch trong các phiên họp của Ủy ban hỗn hợp liên chính phủ Việt Nam – Pháp về hợp tác văn hóa, khoa học và kỹ thuật, từ 1982 đến 1992 ông đã ký kết bốn dự án quan trọng: thành lập Trung tâm Dịch vụ Phân tích và Thực nghiệm tại Thành phố Hồ Chí Minh, Hợp tác giữa INP Grenoble với ba trường Đại học Bách khoa Hà Nội, Thành phố Hồ Chí Minh và Đà Nẵng, thành lập Trung tâm đào tạo Pháp – Việt về Quản lý (Centre de Formation franco-vietnamienne de Gestion, CFVG), và Chương trình đào tạo bác sĩ nội trú (FFI, Faisant Fonction d’Interne).
Gắn bó trong gần 40 năm với đồng bằng sông Cửu Long, ông đã có nhiều đóng góp cho sự phát triển bền vững của đồng bằng, cho việc ứng phó với các thách thức mà đồng bằng phải đối diện, toàn cầu (biến đổi khí hậu, toàn cầu hóa kinh tế, hội nhập quốc tế), khu vực (khai thác nguồn nước sông Mekong từ thượng nguồn, trong đó có việc xây dựng các đập thủy diện trên dòng chính sông Mekong) và khai thác tài nguyên tại địa bàn.
Ông đã có nhiều báo cáo khoa học được chú ý tại các hội nghị trong nước và quốc tế, trong đó có: Mô phỏng dòng chảy sông Mekong từ Chiang Saen đến Tân Châu và Châu Đốc (1995), Tác động của biến đổi khí hậu lên đồng bằng sông Cửu Long và duyên hải miền Trung, Nhiệm vụ khoa học cần triển khai (Đại học Huế, Nhà xuất bản Khoa học và Kỹ thuật, 2008), Đồng bằng sông Cửu Long đối diện với thách thức kép của biến đổi khí hậu (Hội nghị thường niên lần thứ 78 của Ủy ban Quốc tế về các Đập lớn, Hà Nội, 5.2010), Châu thổ sông Mekong đối mặt với nguy cơ bị lún chìm và bị xâm thực (Hội nghị quốc tế về tương tác đa trường và môi trường, trường Đại học Cửu Long, 09.03.2015), Mekong là một con sông quốc tế không thể chia cắt (Hà Nội 10.2018), Chuyển đổi kinh tế, sinh thái và xã hội vì sự phát triển bền vững. Trải nghiệm từ đồng bằng sông Cửu Long (Phú Yên, 5.2019), Evolution of water levels at coastal hydrological stations of the Mekong delta (ICEC 2018, Caen).
Ông đã góp ý mang tính phản biện hai dự án được tài trợ quốc tế về đồng bằng sông Cửu Long: Góp ý với Dự án "Kế hoạch châu thổ sông Mekong" (do chuyên gia Hà Lan soạn thảo) (2012), và Nhận xét báo cáo của Dự án Nghiên cứu tác động của các công trình thủy điện trên dòng chính sông Mekong (MDS) do Viện Thủy Lợi Đan Mạch DHI, thực hiện, 2016). Ông cũng theo dõi và chỉ ra những lãng phí và tác hại đến môi trường trong nhiều dự án đầu tư công có liên quan đến đồng bằng sông Cửu Long.
Ông đang góp ý mang tính phản biện dự án được tài trợ quốc tế Quy hoạch tổng thể vùng đồng bằng sông Cửu Long do Bộ Kế hoạch và Đầu tư phụ trách, Tư vấn là Tập đoàn Royal HaskoningDHV (Hà Lan) và GIZ (CHLB Đức).
Ông cũng theo dõi và chỉ ra những lãng phí và tác hại đến môi trường trong nhiều dự án đầu tư công có liên quan đến đồng bằng sông Cửu Long.
Ông đã xuất bản sách Đồng bằng sông Cửu Long, Tài nguyên – Môi trường – Phát triển, báo cáo tổng hợp của Chương trình khoa học Điều tra cơ bản tổng hợp đông bằng sông Cửu Long do ông chủ biên (Ủy ban Khoa học và Kỹ thuật nhà nước, Hà Nội, 3.1991); Contribution a la Francophonie a l’heure de la mondialisation, (Nhà xuất bản Thế giới, Hà Nội, 2001), Một số vấn đề kinh tế toàn cầu hiện nay (Nhà xuất bản Thế giới, Hà Nội, 2002, tái bản 2003), Những hòn đá nhỏ vì sự phát triển bền vững (Nhà xuất bản Trẻ Thành phố Hồ Chí Minh, 2011), Về kỹ năng của người đại biểu dân cử (Nhà xuất bản Lao động, Hà Nội, 2016).  
Một số bài viết từ năm 2012 đến nay được ông tuyển chọn và tập hợp tại Thư viên Trung Tâm, Đại học Quốc gia Thành phố Hồ Chí Minh.
Ông được cho là một đại biểu Quốc hội thảo luận, chất vấn thẳng thắn và xây dựng tai hội trường. Các cuộc giám sát mà ông đã chủ trì về ODA, về việc thực hiện các điều ước quốc tế mà Nhà nước đã ký kết, về cổ phần hóa các doanh nghiệp nhà nước, về quy hoạch sử dụng đất được đánh giá là sâu sát. 
Đối với quê nhà, ông đã tài trợ để xây dựng một số cơ sở vật chất và cấp học bổng khoa học kỹ thuật hàng năm cho sinh viên học giỏi có hoàn cảnh gia đình khó khăn cho đến khi ra trường.

## Khen thưởng
Ông được Nhà nước Việt Nam tặng thưởng Huân chương Kháng chiến chống Mỹ cứu nước hạng Nhì, Huân chương Lao Động hạng Nhất, Huân chương Độc lập hạng Nhì, Huân chương Đại đoàn kết dân tộc, và Kỷ niệm chương của Bộ Ngoại giao về những đóng góp với hai đoàn đàm phán trong thời gian Hội nghị Paris về Việt Nam.
Ông đã nhận được những tặng thưởng nước ngoài: Officier de la Légion d’Honneur của Cộng hòa Pháp, Huân chương Lao động hạng Nhất của Cộng hòa Dân chủ nhân dân Lào, Commandeur rồi Grand Officier de la Pléiade, Ordre de la Francophonie.